# ボルンホルムスガッテト海峡

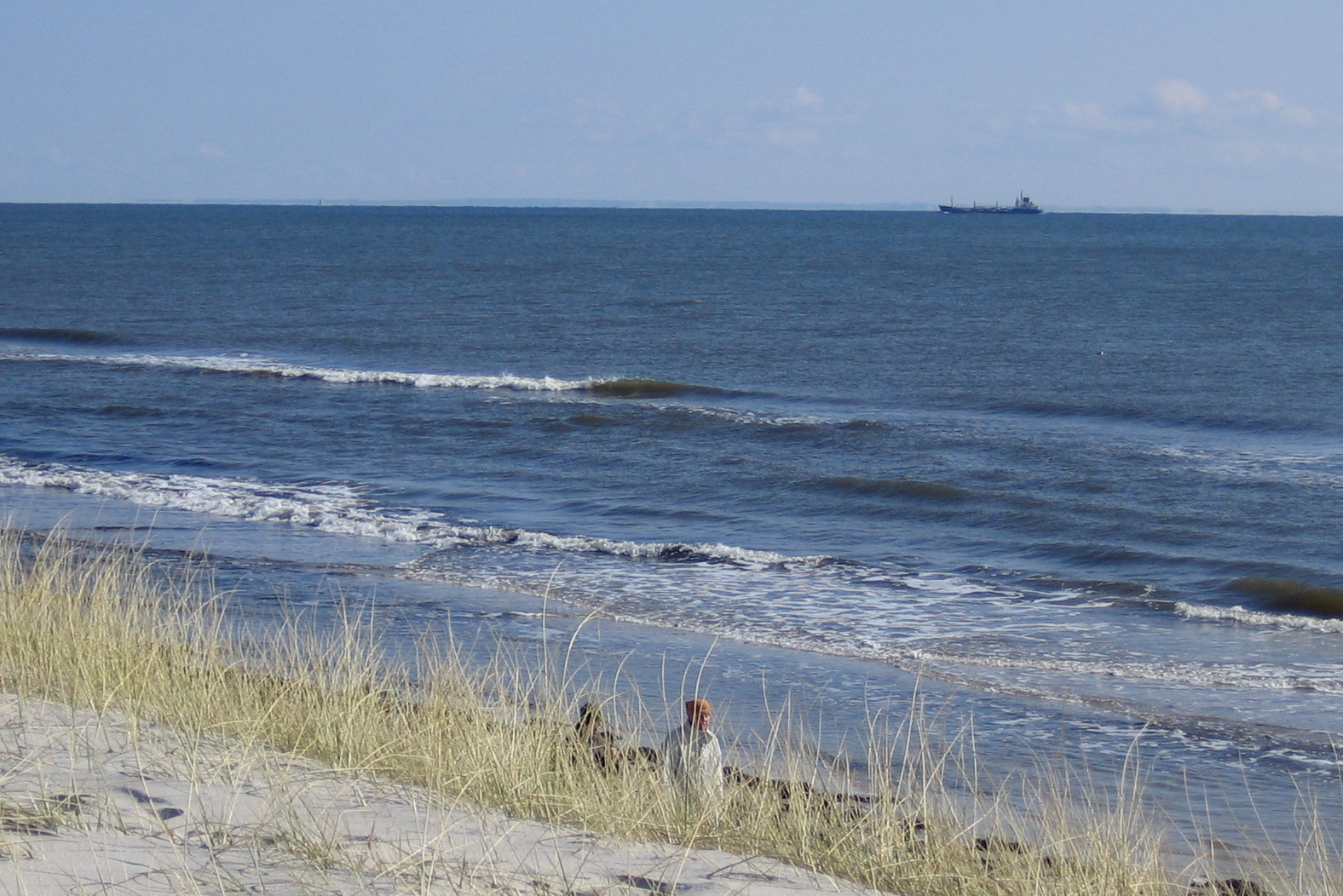
スウェーデンからボルンホルムスガッテト海峡を望む。水平線の上にボルンホルム島が見える。

ボルンホルムスガッテト海峡（スウェーデン語: Bornholmsgattet）は、バルト海西部に浮かぶデンマーク領のボルンホルム島とスカンジナビア半島との間にある海峡である。デンマークとスウェーデンを分ける海の国境線となっている。海峡の北側、スウェーデン沿岸にはハーネ湾（スウェーデン語: Hanöbukten）が広がっている。